# Viby, Hallsbergs kommun
Viby är kyrkbyn i Viby socken i Hallsbergs kommun i Närke. 
I orten ligger Viby kyrka. Orten ligger nordost om Vibysjön, som är hemvist för svanar och till stora delar bevuxen med vass. Prästgården ligger uppe på åsens krön med utsikt över vägen, sjöns norra spets och kyrkan. Wilhelm Gumælius var präst här på 1830-talet.
I södra delen av kyrkbyn ligger Viby hembygdsgård, som är från 1700-talet och flyttades hit 1938.